# Artimpaza metallica
Artimpaza metallica är en skalbaggsart som först beskrevs av Maurice Pic 1918.
Artimpaza metallica ingår i släktet Artimpaza och familjen långhorningar. Artens utbredningsområde är Laos. Inga underarter finns listade i Catalogue of Life.